# Mynes hercyna
Mynes hercyna är en fjärilsart som beskrevs av Frederick DuCane Godman och Osbert Salvin 1888. Mynes hercyna ingår i släktet Mynes och familjen praktfjärilar. Inga underarter finns listade i Catalogue of Life.